# Bistum Lugo
Das Bistum Lugo (lateinisch Dioecesis Lucensis in Hispania, spanisch Diócesis de Lugo) ist eine in Spanien gelegene römisch-katholische Diözese mit Sitz in Lugo.

## Geschichte
Das Bistum Lugo wurde im 2. Jahrhundert errichtet. Am 27. Februar 1120 wurde das Bistum Lugo dem Erzbistum Santiago de Compostela als Suffraganbistum unterstellt.